# Ferdinand Lassalle

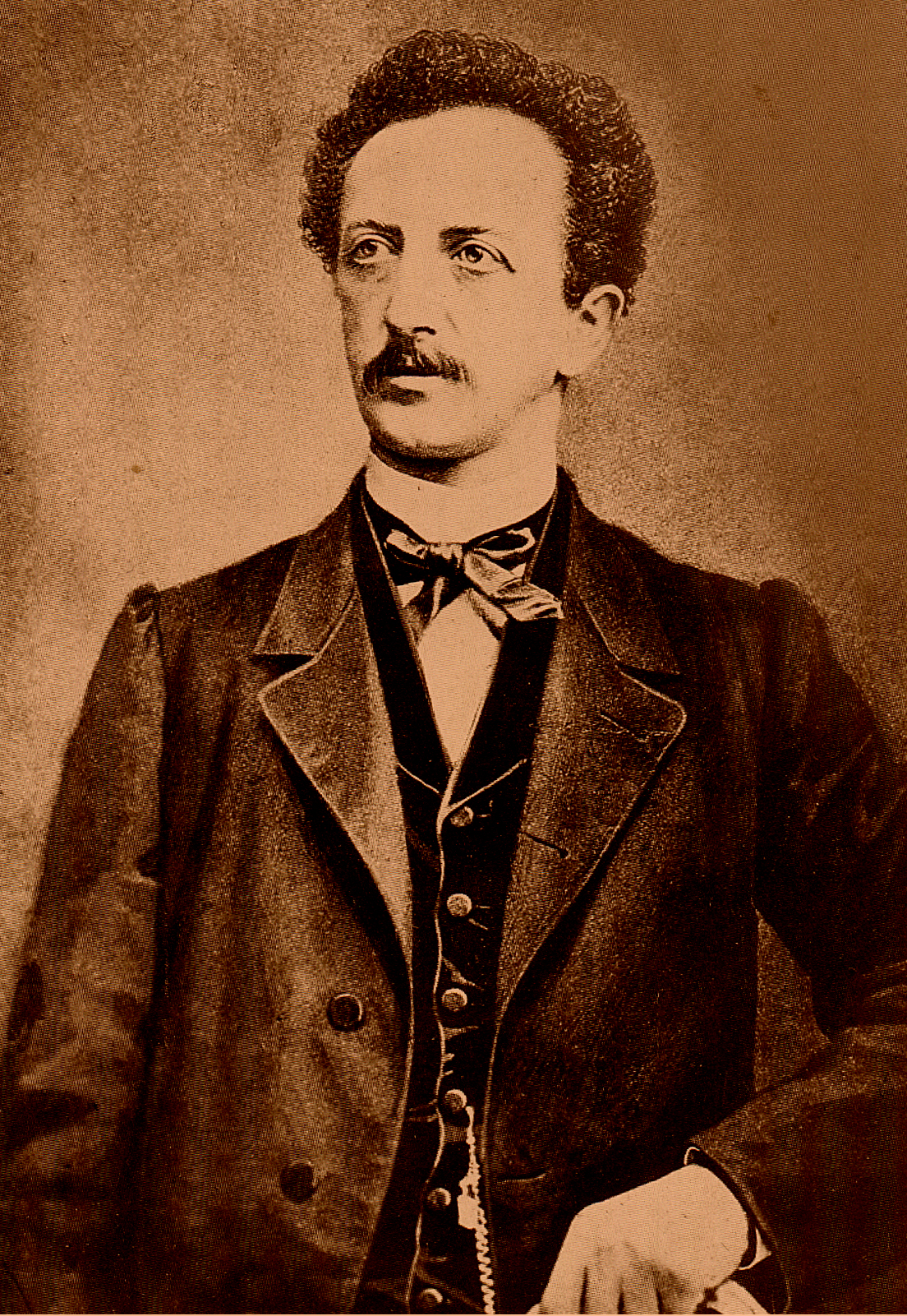
Ferdinand Lassalle (1860), từ một tấm ảnh của Philipp Graff

Ferdinand Lassalle (sinh ngày 11 tháng 4 năm 1825 ở Breslau với tên là Ferdinand Johann Gottlieb Lassal; mất ngày 31 tháng 8 năm 1864 ở Carouge) là một nhà văn, chính trị gia dân chủ xã hội và là một trong những người lãnh đạo phong trào công nhân ở Đức thuở ban đầu.
Là người sáng lập cũng như là chủ tịch của tổ chức đảng dân chủ xã hội đầu tiên ở vùng nói tiếng Đức Tổng hội Công nhân Đức (ADAV), ông được xem là một trong những nhà sáng lập ra đảng Đảng Dân chủ Xã hội Đức (SPD), đảng mà được hình thành 26 năm sau khi ông mất, từ đảng Sozialistischen Arbeiterpartei (SAP). Đảng SAP thì lại được hình thành do sự hợp nhất đảng ADAV và Sozialdemokratischen Arbeiterpartei (SDAP).
Tư tưởng xã hội chủ nghĩa của Lassalle là tư tưởng liên kết (hợp tác hóa) có tinh thần quốc gia phổ, trái ngược với học thuyết của Karl Marx và Friedrich Engels, có khuynh hướng cách mạng và quốc tế. Ngay khi Lassalle còn sống vì vậy có những xung đột trong đảng ADAV và chỉ vài năm sau khi ông chết, đưa đến sự phân chia khối dân chủ xã hội Đức ra làm 2 phương hướng và đảng phái. Sự phân chia ra thành „phái Lassalle" (ADAV) và „phái Eisenacher" (SDAP) đã chấm dứt ít nhất là về mặt tổ chức vào năm 1875 trong cuộc đại hội đảng chung tại Gotha khi 2 nhóm hợp lại thành đảng Sozialistischen Arbeiterpartei Deutschlands (SAPD).